# Litoria spinifera
Litoria spinifera és una espècie de granota del gènere Litoria de la família dels hílids. Originària de Papua Nova Guinea.